# Шокша (приток Средней)
Шокша — река в Галичском районе Костромской области России. Устье реки находится в 1 км от устья Средней по левому берегу. Длина реки составляет 24 км, площадь водосборного бассейна — 118 км².
Исток реки расположен в северной части Зуевских болот около деревни Малое Апушкино в 12 км к юго-востоку от города Галич. Река течёт на запад, затем на север. Протекает через сельские населённые пункты Глухово, Красильниково, Синцово, Богчино. В нижнем течении протекает по восточным окраинам города Галич, последние два километра река преодолевает по низменной равнине, прилегающей к Галичскому озеру. Здесь вокруг реки существует сеть мелиоративных каналов. Впадает в Среднюю рядом с устьем Едомши в километре выше впадения самой Средней в Галичское озеро.
Название реки имеет угро-финскую этимологию — «тёплый, незамерзающий».

## Данные водного реестра
По данным государственного водного реестра России относится к Верхневолжскому бассейновому округу, водохозяйственный участок реки — Кострома от истока до водомерного поста у деревни Исады, речной подбассейн реки — Волга ниже Рыбинского водохранилища до впадения Оки. Речной бассейн реки — (Верхняя) Волга до Куйбышевского водохранилища (без бассейна Оки).
Код объекта в государственном водном реестре — 08010300112110000012380.